# BK14

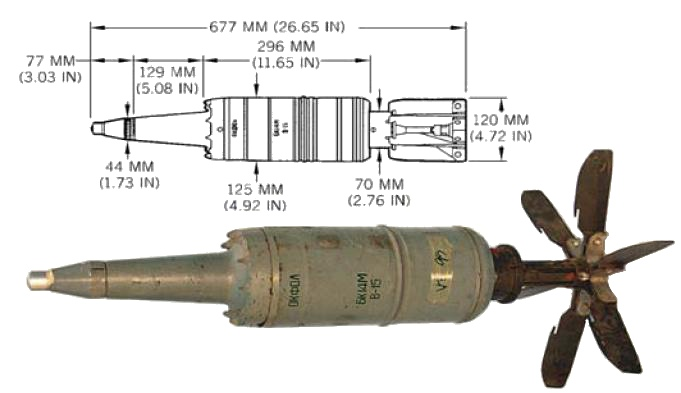
BK14M

BK14 – sowiecki pocisk kumulacyjny. Wystrzeliwany z gładkolufowych armat czołgowych D-81 kalibru 125 mm. Wchodzi w skład jednostki ognia czołgów T-72 i T-80.

## Dane taktyczno-techniczne
- Kaliber: 125 mm
- Masa pocisku: 19,8 kg
- Masa głowicy bojowej: 1,85 kg
- Prędkość wylotowa: 905 m/s
- Maksymalne ciśnienie w lufie: 300 MPa
- Przebijalność: 440 mm[1]